# Microregione di Petrolina
Petrolina è una microregione dello Stato del Pernambuco in Brasile, appartenente alla mesoregione di São Francisco Pernambucano.
È una suddivisione creata puramente per fini statistici, pertanto non è un'entità politica o amministrativa.

## Comuni
Comprende 8 comuni:
- Afrânio
- Cabrobó
- Dormentes
- Lagoa Grande
- Orocó
- Petrolina
- Santa Maria da Boa Vista
- Terra Nova